# Ишимбаево (Салаватский район)
Ишимба́ево (баш. Ишембай) — село в Салаватском районе Республики Башкортостан Российской Федерации. Административный центр Ишимбаевского сельсовета.

## География

### Географическое положение
Расстояние до:
- районного центра (Малояз): 38 км,
- ближайшей ж/д станции (Кропачёво): 9 км.

## Население
| 2002 | 2009 | 2010 |
| ---- | ---- | ---- |
| 393  | ↗459 | ↗463 |

### Национальный состав
Согласно переписи 2002 года, преобладающая национальность — башкиры (97 %).

## Религия
В селе есть мечеть.